# Antoine Leandri
Pour les articles homonymes, voir Leandri.
Antoine Pierre Leandri (né le 10 juillet 1860 à Santa-Lucia-di-Tallano et mort en 1931 ou 1934) est un journaliste et un agitateur politique d'extrême-droite d'origine corse. 
Il est surtout connu pour la tentative de soulèvement qu'il a organisée en Corse en 1887 et pour le chantage qu'il a exercé sur la princesse Marie Bonaparte, qu'il a séduite alors qu'elle était adolescente, dans le but de lui soutirer de l'argent.

## Biographie

### Jeunesse
Antoine Leandri est élevé grâce à un oncle prêtre et fait de bonnes études à Aix-en-Provence[réf. nécessaire]. 
Jeune homme, il étudie le droit mais se lance dans le journalisme après avoir obtenu sa licence.

### «Affaire Leandri»
Bonapartiste enthousiaste, Antoine Leandri devient rédacteur en chef de La Défense, journal créé en 1886 et qui s'en prend régulièrement à la politique menée par les républicains opportunistes, comme Emmanuel Arène. Son zèle le conduit toutefois à être condamné pour délit de presse. 
En juin 1887, le jeune homme fait placarder, dans les rues de Bastia, un appel aux armes dans lequel il explique que « pour quiconque sent battre dans sa poitrine un cœur d'homme et de Corse, l'insurrection devient le plus sacré des devoirs ». En plusieurs endroits, la prise d'armes se produit et ses partisans parviennent, notamment, à prendre le tribunal de Sartène. Après cinq mois dans le maquis, Antoine Leandri finit cependant par se rendre à la justice. Il est alors acquitté en Assises le 1er août 1887.
L'« affaire Leandri » connaît alors un écho national. À la Chambre, elle donne lieu à une interpellation du député bonapartiste Gustave Cuneo d'Ornano sur le fonctionnement du système politico-administratif insulaire. Elle contribue, par ailleurs, à rapprocher les bonapartistes corses du mouvement boulangiste.

### Secrétaire du prince Roland et avocat
En 1890, Antoine Leandri entre au service de Roland Bonaparte, grâce à l'insistance de la mère de celui-ci, Justine-Éléonore Ruflin. L'agitateur corse devient alors deuxième secrétaire du prince et travaille, avec lui, dans sa bibliothèque privée. Parallèlement à cet emploi, Leandri reprend ses études et obtient un doctorat en droit.
Après quelque temps, Roland Bonaparte et Antoine Leandri se lient d'amitié. Grâce au soutien du prince, Leandri réussit à se faire admettre à l'ordre des avocats, en dépit de son passé de maquisard. Grâce à son employeur, il devient par ailleurs membre-libre de la conférence Molé-Tocqueville, pour laquelle il fait plusieurs interventions. Cela ne l'empêche toutefois pas de continuer à s'intéresser à la politique, et il devient un dreyfusard zélé. 
Sur un plan plus personnel, Antoine Leandri épouse, 1893, Angèle (Angela) Agostini, une belle jeune fille originaire du village de Morosaglia, en Corse. Cependant, leur union reste stérile[réf. nécessaire].

### Séducteur et maître-chanteur
Durant l'été 1898, Antoine Leandri profite d'un voyage qu'il effectue en Suisse avec Roland Bonaparte et sa famille pour séduire la fille de celui-ci. Âgée de 16 ans, Marie Bonaparte tombe alors rapidement sous l'emprise du secrétaire corse, qui la pousse à lui envoyer des mots d'amour et à lui offrir une mèche de ses cheveux. Avec l'aide de son épouse, Antoine Leandri convainc ensuite la princesse à se rebeller contre son père et à réclamer l'héritage qu'elle a reçu de sa mère. 
Conscient du rôle joué par le couple dans le changement d'attitude de sa fille, Roland Bonaparte finit par mettre Antoine Leandri en congé, avant de le limoger et d'interdire sa maison à sa famille. Après cet événement, le secrétaire corse change de ton avec la princesse. Il se meut alors en maître-chanteur et lui réclame de l'argent en échange de son silence. Désormais consciente de son imprudence, Marie Bonaparte lui fait verser, jusqu'à sa majorité, une somme de 1 000 francs par mois par l'intermédiaire de Dominique Bonnaud, un proche de son père. 
L'affaire ne s'arrête cependant pas là. Antoine Leandri reprend en effet contact avec la princesse à la veille de ses 21 ans. Il lui réclame alors à nouveau de l'argent, sous peine de révéler ses lettres au grand public. Face à la menace, Marie Bonaparte se résout à confier ses déboires à son père. Celui-ci se tourne alors vers l'avocat Edgar Demange, qui obtient finalement un accord avec le maître-chanteur. En échange de 100 000 francs, Antoine Leandri accepte de remettre l'intégralité de sa correspondance à la princesse. Il renonce par ailleurs à la tenue d'un procès, qui n'aurait pas manqué d'éclabousser la jeune fille.

### Dernières années
Antoine Leandri reprend ensuite son travail de journaliste dans la presse d'extrême-droite[réf. nécessaire]. Il devient secrétaire politique du maire d'Ajaccio François Coty et milite dans les Ligues[réf. nécessaire]. 
Antoine Leandri meurt d'une cirrhose du foie, en 1931 ou en 1934. Longtemps installée à Vence, sa veuve Angèle lui survit jusque dans les années 1950. Elle meurt dans son village natal de Morosaglia.

## Dans la culture populaire
En 2004, les rôles d'Antoine Leandri (devenu, pour l'occasion, « Antoine Léoni ») et de son épouse Angèle sont interprétés par les acteurs Christian Vadim et Anna Warntjen dans le téléfilm français Princesse Marie de Benoît Jacquot.

## Sources
- Célia Bertin, Marie Bonaparte : La dernière Bonaparte, Paris, Perrin, 1999 (1re éd. 1982), 433 p. (ISBN 2-262-01602-X).
- Jean-Paul Pellegrinetti et Ange Rovere, La Corse et la République : La vie politique, de la fin du second Empire au début du XXIe siècle, Le Seuil, 2013, 688 p. (ISBN 978-2-02-100952-1 et 2-02-100952-1).
- « L'affaire Léandri », dans Francis Pomponi, Le Mémorial des Corses - La présence française, 1796-1914, t. III, Ajaccio, 1979, p. 364-368.